# GJ 3991
GJ 3991 är en dubbelstjärna i norra delen av stjärnbilden Herkules. Den har en  skenbar magnitud av ca 13,67 och kräver ett kraftfullt teleskop för att kunna observeras. Baserat på parallax enligt Gaia Data Release 3 på ca 131,6 mas, beräknas den befinna sig på ett avstånd på ca 24,8 ljusår (ca 7,6 parsek) från solen. Den rör sig närmare solen med en heliocentrisk radialhastighet på ca -28 km/s.

## Egenskaper
Primärstjärnan GJ 3991 A är en röd dvärgstjärna i huvudserien av spektralklass M3.5 V. Den har en massa som är ca 0,20 solmassa, en radie som är ca 0,084 solradie och har en effektiv temperatur av ca 3 500 K.
GJ 3991 är en spektroskopisk dubbelstjärna i en snäv omloppsbana med en separation av endast 0,11 astronomiska enheter och en omloppsperiod av ca 14,71 dygn och excentricitet 0,068. Följeslagaren GJ 3991 B är en vit dvärg med en massa av ca 0,50 solmassa och en effektiv temperatur av ca 4 900 K. Den är förmodligen över 6 miljarder år gammal, vilket gör den till den äldsta kända av denna typ av objekt.